# Innozenz Fritsch
Innozenz Fritsch SOCist (lateinisch Innocentius Fritsch, eigentlicher Name Gottfried Fritsch; * 6. März 1655 in Ottmachau, Fürstentum Neisse; † 29. September 1734 in Grüssau, Herzogtum Schweidnitz) war von 1727 bis 1734 Abt der Zisterzienserabtei Grüssau. 

## Leben
Innozenz Fritsch, dessen Taufname Gottfried lautete, war der Sohn eines Bierbrauers. Nach dem Besuch des Jesuitengymnasiums in Neisse trat er, noch vor Abschluss der humanistischen Studien, 1672 als Novize in das Kloster Grüssau ein und nahm den Ordensnamen Innozenz an. Am 21. November 1683 legte er die Ordensgelübde in die Hände des Abtes Bernhard Rosa ab. Nach dem Studium der Philosophie und Theologie wurde er am 24. September 1689 in der Neisser St.-Jakobus-Kirche durch den Breslauer Weihbischof Karl Franz Neander von Petersheide zum Priester geweiht. Die Primiz feierte er am 22. Oktober d. J. in Grüssau. Anschließend war er zunächst als Subbibliothekar und Küchenmeister tätig. Danach war er von Frühjahr 1697 bis Herbst 1700 als Feldkaplan in den Türkenkriegen eingesetzt. Nach der Rückkehr wirkte er sechs Jahre als Sonntagsprediger an der St.-Josefs-Kirche in Grüssau, anschließend als Pfarrer von Wittgendorf und ab 1708 als Pfarrer von Altreichenau; zugleich bekleidete er das Amt des Güteradministrators. 1716 wurde er zum Prior der Propstei Warmbrunn ernannt und 1727 zum Abt des Klosters Grüssau gewählt. Zugleich war er weltlicher Grundherr des Grüssauer Stiftlandes, das sich bis an die Grenzen von Schweidnitz, Reichenbach, Striegau und Hirschberg erstreckte. 
Seine herausragende Leistung war die Initiative für den Bau der neuen Klosterkirche Mariä Himmelfahrt. Hierfür stellte er die damals bedeutendsten böhmischen und schlesischen Künstler an, u. a. die Bildhauer Ferdinand Maximilian Brokoff und dessen Schüler Anton Dorazil sowie die Maler Peter Johann Brandl und Georg Wilhelm Neunhertz. 
Abt Innozenz Fritsch starb in seinem 70. Lebensjahr. Die Fertigstellung der Klosterkirche erlebte er nicht mehr. Sie wurde am 3. Juli 1735 unter seinem Nachfolger Benedikt II. Seidel vom Breslauer Fürstbischof Philipp Ludwig von Sinzendorf konsekriert.